# Street corner society. Uno slum italo-americano
Street corner society. Uno slum italo-americano (titolo originale Street Corner Society: The Social Structure of an Italian Slum) è un saggio scritto da William Foote Whyte e pubblicata nel 1943. È il primo libro scritto dall'autore. Alla pubblicazione ricevette poca attenzione, ma dopo che fu ristampato nel 1955 divenne un bestseller e un testo universitario standard. Esso garantì a Whyte la fama di pioniere dell'osservazione partecipante.

## Genesi dell'opera
Alla fine del 1930 William Foote Whyte venne selezionato per il programma Junior Fellows dell'Università di Harvard. Il programma garantiva tre anni di finanziamento per condurre ricerche in qualsiasi campo. L'unica limitazione era rappresentata dal divieto di usare i frutti della ricerca per il conseguimento del dottorato. Foote Whyte decise di studiare lo slum italo-americano di Cornerville, nel North End di Boston. Esso era abitato in gran parte da immigrati di prima e seconda generazione. Foote Whyte, che proveniva da una famiglia benestante, considerava il quartiere una zona povera e voleva saperne di più sulla sua società "di classe inferiore". Foote Whyte visse in quel distretto per tre anni e mezzo, compresi i 18 mesi trascorsi con una famiglia italiana. L'area era considerata potenzialmente pericolosa e il crimine era onnipresente. Gli italiani inoltre erano comunemente visti come possibili alleati del regime fascista di Benito Mussolini.
Attraverso questo lavoro, Foote Whyte divenne un pioniere dell'osservazione partecipante.

## Contenuto
L'autore descrive il funzionamento della società di Cornerville e sostiene che in base a quanto si può intravedere di questa società essa può sembrare estremamente caotica, ma a un esame più attento si può osservare un ingegnoso sistema che controlla la vita sociale. Secondo l'autore, questa compagnia è divisa in "Grandi e Piccoli Giocatori".

### Parte I
La prima parte discute i ruoli di "Little Players" e le loro società nella società. Questi tipi di organizzazioni sono ulteriormente suddivisi in "Corner Boys" e "College Boys" (o bande di strada e del college). Le interconnessioni tra gruppi sono fragili in quanto sono governate da regole diverse e hanno obiettivi diversi.

#### Gang di strada
Una caratteristica delle bande di strada è la regola del cosiddetto obbligo reciproco, quando ci si attende dai membri che aiutano i bisognosi, e al contrario, aiuteranno gli altri in caso di opportunità. Questa regola è strettamente legata al capo della banda e la sua forza diminuisce gradualmente con la gerarchia dell'organizzazione, in modo che i leader non possano permettersi di perdere l'opportunità di aiutare i loro seguaci, ma da un membro di rango inferiore non è sempre previsto che si conformi alla presente regola.

#### Gerarchia
Le bande di strada sono formate esclusivamente attorno a una personalità scelta come leader, che decide sugli interessi e le altre attività della banda. Direttamente sotto il leader sono ci sono i suoi amici più cari, che gestiscono gruppi più piccoli di membri di livello inferiore costituiti principalmente da amici dell'infanzia.
In questa composizione, due gruppi possono essere distinti per posizione, vale a dire "leader" e "membri", che sono reciprocamente inconfondibili, e lo spostamento nella gerarchia delle bande è limitato al movimento all'interno di questi gruppi. Un'illustrazione di questo fenomeno potrebbe essere una gang chiamata "Norton Street Boys", in cui la gerarchia si sviluppa dall'abilità di giocare a bowling. La banda è divisa in questi due gruppi quando giocavano e quando un membro minacciava di ottenere un risultato migliore del leader, allora "era necessario mostrare il suo posto", come dice Doc.

#### College Association
A differenza delle bande, la leadership del club è scelta dal voto del presidente che quindi stabilisce la successiva posizione di leadership. Lo scopo dei club era migliorare lo status sociale degli associati e assicurare una reputazione per il club. Gli individui non sono vincolati dagli stessi obblighi reciproci di una banda di strada, ma devono impegnarsi a migliorare la reputazione del club. A causa della bassa sovrapposizione di circoli sociali tra società e bande, che raramente erano interconnesse, il capogruppo poteva migliorare la reputazione del club, o se un membro del club decideva di trascorrere del tempo con gli amici della banda di strada.

### Parte II
Nella seconda parte del libro l'autore si occupa di associazioni organizzate in varie bande e dei loro legami con le componenti dello stato: la polizia e i politici.

#### Struttura sociale dei criminali organizzati
Questo capitolo descrive tutto ciò che riguarda l'ascesa, le strutture e le pratiche delle bande organizzate sia nella parte orientale di Boston che a Cornerville. L'autore inizia con una storia delle attività criminali. Descrive come la prima organizzazione criminale veramente prospera di Boston abbia lavorato e come si sia arricchita nell'era del proibizionismo, quando l'alcol veniva prodotto illegalmente o contrabbandato da altri paesi. Il primo a formare una buona organizzazione fu un uomo noto come "il Boss", che gradualmente spinse piccoli concessionari e costruì la sua organizzazione con successo. Ci furono problemi con la fine del divieto. In primo luogo, la morte del "capo" e la sua sostituzione da parte di un dignitoso seguace che poteva coordinare le bande. Quindi, ovviamente, la necessità di trovare un altro mezzo di guadagno. Alla fine l'attenzione della banda si rivolse al gioco d'azzardo. Successivamente, l'autore descrive un cambiamento nello stile dei criminali di Boston con l'aiuto di due figure parallele. Mario Serrechia, ribelle inquieto che gestisce tutte le loro controversie con gli altri per risolvere personalmente, e l'uomo conosciuto come T. S. Questo, a differenza di Mario, aveva un senso per gli affari e nel libro si sottolinea il buon funzionamento delle sue operazioni. Questo primo tipo di criminali è stato sostituito nel tempo dall'altro.
Quanto segue è una descrizione del funzionamento e dell'organizzazione del gioco d'azzardo, in particolare dei "number" popolari. La gerarchia dei concessionari era assolutamente essenziale per il corretto funzionamento. Naturalmente, le questioni chiave era il giusto rapporto con la polizia. Queste organizzazioni criminali corrompevano la maggior parte degli agenti di polizia perché non indagassero su di loro. Li pagavano in modo diverso a seconda del grado. Più importante era un poliziotto, più denaro riceveva dai gangster.
Alla fine di questo capitolo ci viene detto il ruolo delle scommesse nelle vite della classe lavoratrice della popolazione di Boston. La stragrande maggioranza degli immigrati scommetteva, facendo piccole quantità di scommesse praticamente ogni giorno. Pertanto, agli occhi dei lavoratori, questi criminali erano per lo più visti come compagni immorali della società.

#### Cornerville Social and Athletic Club
Questo capitolo è dedicato alla creazione e allo sviluppo di eventi del Cornerville Social and Athletic Club. Si concentra principalmente sulla disputa per il potere tra i due personaggi interessanti, Tony Cataldem e Carl Tedesca.
Il club attuale è stato originariamente creato dalla combinazione di due piccole bande locali, la "Barbershop gang" e i "Lunchroom boys". Carl si era rifiutato di aderire al club a causa di diritti di appartenenza ineguali ma, dopo il fallimento del club, le regole vennero cambiate e Carl poté diventarne un membro.
Il club ebbe un certo numero di crisi nel tempo e quasi scomparve. La più grande controversia si verificò durante le elezioni locali. Tony Cataldo, a causa del suo intrigo, divise il club e causò litigi. Questo non piacque a Carl che cercò di ottenere il controllo del club a spese di Tony. Questo alla fine ci riuscì. L'autore spiega come avvenne: "Tony aveva contatti con persone importanti, ma non aveva un rapporto più stretto con la gente comune. Era anche il suo lavoro che ha influenzato i membri del club, anche se nessuno tranne lui aveva qualcosa a che fare con esso. Carl, d'altra parte, aveva rapporti straordinari con la banda di strada, ma non ai piani superiori. Carl capì che non voleva che fossero solo una pedina di Tony".

### Conclusione
L'ultimo capitolo riassume la struttura delle bande e le relazioni tra di esse, che iniziano in giovane età. Descrive il comportamento delle persone nel gruppo, la schiavitù dei membri di una particolare banda e la loro mutua cooperazione, o le loro tradizioni o attività. Allo stesso tempo, l'autore enfatizza il ruolo del gruppo guida mentre gli altri membri si comportano in modo diverso in sua presenza, come viene eletto e quali poteri ha. Poi discute la posizione di alcuni membri di una gang e in cosa sono unici. L'intero testo è collegato alle espressioni di persone diverse provenienti da diverse società e altre storie di eventi degli anni '40 degli Stati Uniti. L'ultimo sottocapitolo discute i problemi di Cornerville, come la società non sia organizzata a causa del verificarsi di bande, e come la minoranza italiana influisce sulla situazione in città.

## Ricezione
Il saggio fu pubblicato per la prima volta con il titolo Street Corner Society: The Social Structure of an Italian Slum dalla University of Chicago Press nel 1943. All'epoca ricevette poca attenzione, ma quando fu ripubblicato nel 1955 con una post-fazione nella quale l'autore spiega il suo metodo di lavoro ottenne elogi da parte della critica e divenne un bestseller e un testo universitario standard. Da allora è stato tradotto in almeno sei lingue diverse e ristampato in molte edizioni.
Non tutte le recensioni furono però positive. Il libro non era popolare nel North End, e la descrizione del quartiere da parte di Foote Whyte come "baraccopoli" venne messa in discussione. L'ex consigliere comunale di Boston, Frederick C. Langone, che viveva nel North End e conosceva l'autore personalmente, credeva che Foote Whyte avesse errato nel descrivere quartiere: "Quello che il suo libro fece al North End fu di far sembrare che tutti fossero in una specie di racket [...] In realtà, era vero l'esatto contrario [...] La lettura del saggio era richiesta in ogni college. Di conseguenza, gli studenti hanno avuto una percezione errata del North End e degli abitanti italo-americani".

## Edizioni
- William Foote Whyte, Street corner society: uno slum italo-americano, il Mulino, 2011,  p. 440.